# Liodrosophila minidenta
Liodrosophila minidenta är en tvåvingeart som beskrevs av Gupta 1991. Liodrosophila minidenta ingår i släktet Liodrosophila och familjen daggflugor. Inga underarter finns listade i Catalogue of Life.